# Bluepoint Games
Bluepoint Games, Inc. - американський незалежний розробник відеоігор, що знаходиться в Остіні, штат Техас.
Компанію було засновано у 2006 році Марко Дрошем та покійним Енді О'Нілом, які раніше входили до команди розробників серії Metroid Prime .
Спочатку компанія розпочала з власних оригінальних напрацювань та ігор, і відтоді компанія більше фокусувалась на модернізації старих ігор.

## Історія
Першу гру Bluepoint Games Blast Factor (2006) було випущено під час дебюту Sony PlayStation 3 і вона була однією з двох завантажуваних ігор PS3, доступних на той час. 
31 серпня 2009 року було оголошено, що ремастер версії God of War та God of War II будуть доступні на PlayStation 3 як God of War Collection . Порти були розроблені Bluepoint Games і випущені 17 листопада 2009 року в Північній Америці. Пізніше колекція God of War була випущена в інших регіонах з березня по квітень 2010 року.
На Tokyo Game Show 2010 року було оголошено, що Bluepoint Games буде займатись  другою хвилею ремастерів з високою роздільною здатністю для консолей PlayStation, цього разу ремастеринг ігор PlayStation 2 Ico і Shadow of the Colossus під назвою Ico & Shadow of the Colossus Collection для платформи PlayStation 3 для випуску в Північній Америці, Японії та Європі у вересні 2011 року. Роками пізніше, у 2018 році, Bluepoint переробить Shadow of the Colossus для PlayStation 4. Компанія також займалась Metal Gear Solid HD Collection, яка включає ремастер HD-версії Metal Gear Solid 2: Substance, Metal Gear Solid 3: Subsistence та Metal Gear Solid: Peace Walker, і була випущена 8 листопада 2011 року.
Компанія Bluepoint Games співпрацювала з SuperBot Entertainment для розробки PlayStation All-Stars Battle Royale (2012). SuperBot Entertainment, оригінальні розробники версії для PS3, побудували гру за допомогою Bluepoint Engine. Компанія Bluepoint Games була залучена для розробки версії проекту PlayStation Vita. Гра підтримувала перехресну гру між PS3 та PS Vita.
Завдяки розробці добре прийнятих портів Bluepoint, Respawn Entertainment and Electronic Arts обрали Bluepoint своїм партнером по спільній розробці версії Titanfall для Xbox 360, яка вийшла у 2014 році. Тим часом Santa Monica Studio уклала контракт із Bluepoint Games на створення також ремастер портів Flower для PS4 та PS Vita, які були опубліковані в листопаді 2013 року, що відповідає даті випуску PS4.
Після Titanfall Bluepoint Games зробили ремастер на три випуски франшизи Uncharted для PS3, виводячи їх на платформу PS4 через Uncharted: The Nathan Drake Collection. Колекцію також було випущено у комплекті з PS4 на святковий сезон 2015 року. Подібно до того, як Bluepoint Games розробили ремастер на Flower під час їхньої спільної розробки Titanfall, під час розробки Uncharted: The Nathan Drake Collection Bluepoint розробили ремастер версію Gravity Rush Remastered для PS4, яка вийшла в Японії наприкінці 2015 року та на міжнародному рівні на початку 2016 року.
У червні 2020 року Bluepoint Games оголосили про ремейк Demon's Souls, який вийшов як стартовий ексклюзив для платформи PlayStation 5 у листопаді 2020 року. 

## Ігри
| Рік      | Заголовок                                   | Платформа (и)    | Примітки |
| -------- | ------------------------------------------- | ---------------- | --- |
| 2006     | Blast Factor                                | PlayStation 3    | |
| 2009     | God of War Collection                       | PlayStation 3    | Ремастер порти God of War and God of War II                                                                           |
| 2011     | The Ico & Shadow of the Colossus Collection | PlayStation 3    | Ремастер порти Ico and Shadow of the Colossus                                                                         |
| 2011     | Metal Gear Solid HD Collection              | PlayStation 3    | Ремастер порти Metal Gear Solid 2: Sons of Liberty, Metal Gear Solid 3: Snake Eater та Metal Gear Solid: Peace Walker |
| 2011     | Metal Gear Solid HD Collection              | Xbox 360         | Ремастер порти Metal Gear Solid 2: Sons of Liberty, Metal Gear Solid 3: Snake Eater та Metal Gear Solid: Peace Walker |
| 2012     | PlayStation All-Stars Battle Royale         | PlayStation Vita | |
| 2013     | Flower                                      | PlayStation 4    | Ремастер порт оригінальної гри, випущений для PlayStation 3                                                           |
| 2013     | Flower                                      | PlayStation Vita | Ремастер порт оригінальної гри, випущений для PlayStation 3                                                           |
| 2014     | Titanfall                                   | Xbox 360         | Вийшов порт оригінальної гри для Microsoft Windows та Xbox One                                                        |
| 2015     | Uncharted: The Nathan Drake Collection      | PlayStation 4    | Ремастер порти Uncharted: Drake's Fortune, Uncharted 2: Among Thieves та Uncharted 3: Drake's Deception               |
| 2015     | Gravity Rush Remastered                     | PlayStation 4    | Ремастер порт Gravity Rush                                                                                            |
| 2018     | Shadow of the Colossus                      | PlayStation 4    | Ремейк Shadow of the Colossus                                                                                         |
| 2020 рік | Demon's Souls                               | PlayStation 5    | Ремейк Demon's Souls, розроблений спільно з SIE Japan Studio                                                          |